# Riane Eisler
Riane Tennenhaus Eisler é uma acadêmica austríaca, escritora, e ativista social. Nascida em Viena em 1931, a família fugiu do nazismo para Cuba quando ela era ainda criança; ela mais tarde imigrou para os Estados Unidos. Graduada em Sociologia e Direito na Universidade da Califórnia. É autora de vários livros que se tornaram populares e de artigos; é presidente do centro para "Estudos sobre Parceria". Eisler é definida como uma historiadora da cultura e uma teórica do evolucionismo.

## Obras
O bestseller internacional de "The Chalice and The Blade: Our History, Our Future" ("O Cálice e a Espada") (Harper Collins San Francisco, 1987) foi considerado pelo antropólogo Ashley Montagu como "o mais importante livro desde "A Origem das Espécies", de Darwin." Foi traduzido para pelo menos 22 línguas, abrangendo a maioria das línguas européias, o chinês, russo, coreano, hebraico, japonês e árabe.
A obra de 2007, "The Real Wealth of Nations: Creating a Caring Economics", propõe uma nova interpretação sobre a economia que dá visibilidade e valor ao mais essencial para o trabalho humano: o trabalho de importar-se com as pessoas e o planeta. Foi considerado pelo arcebispo Desmond Tutu como "um modelo para o mundo melhor que estamos tanto procurando"; por Peter Senge como "desesperadamente necessário", e por Gloria Steinem como "revolucionário".
As outras obras de Eisler incluem o premiado The Power of Partnership and Tomorrow’s Children, bem como o "Sacred Pleasure", um reexame da sexualidade e da espiritualidade; e "Women, Men, and the Global Quality of Life", que documenta estatisticamente o papel chave do status da mulher na qualidade de vida de uma nação.
- Dissolution: NoFault Divorce, Marriage, and the Future of Women. New York: McGraw-Hill, 1977.
- The Equal Rights Handbook: What ERA means for your life, your rights, and your future. New York: Avon, 1979.
- The Chalice and The Blade: Our History, Our Future. New York: Harper & Row, 1989. ISBN 0-06-250289-1
- Sacred Pleasure: Sex, Myth, and the Politics of the Body. San Francisco: Harper, 1996. ISBN 0-06-250283-2
- The Partnership Way: New Tools for Living and Learning, with David Loye, Holistic Education, 1998 ISBN 0962723290
- Tomorrow's Children: A Blueprint for Partnership Education in the 21st Century (2000)
- The Power of Partnership: Seven Relationships that will Change Your Life (2002)
- Educating for a Culture of Peace (2004)
- The Real Wealth of Nations: Creating a Caring Economics. San Francisco: Berrett-Koehler, 2007. ISBN 978-1-57675-388-0